# Gonwar, Raichur
Gonwar là một làng thuộc tehsil Raichur, huyện Raichur, bang Karnataka, Ấn Độ.